# Constellation circumpolaire
 (mars 2017).
Si vous disposez d'ouvrages ou d'articles de référence ou si vous connaissez des sites web de qualité traitant du thème abordé ici, merci de compléter l'article en donnant les références utiles à sa vérifiabilité et en les liant à la section « Notes et références ».

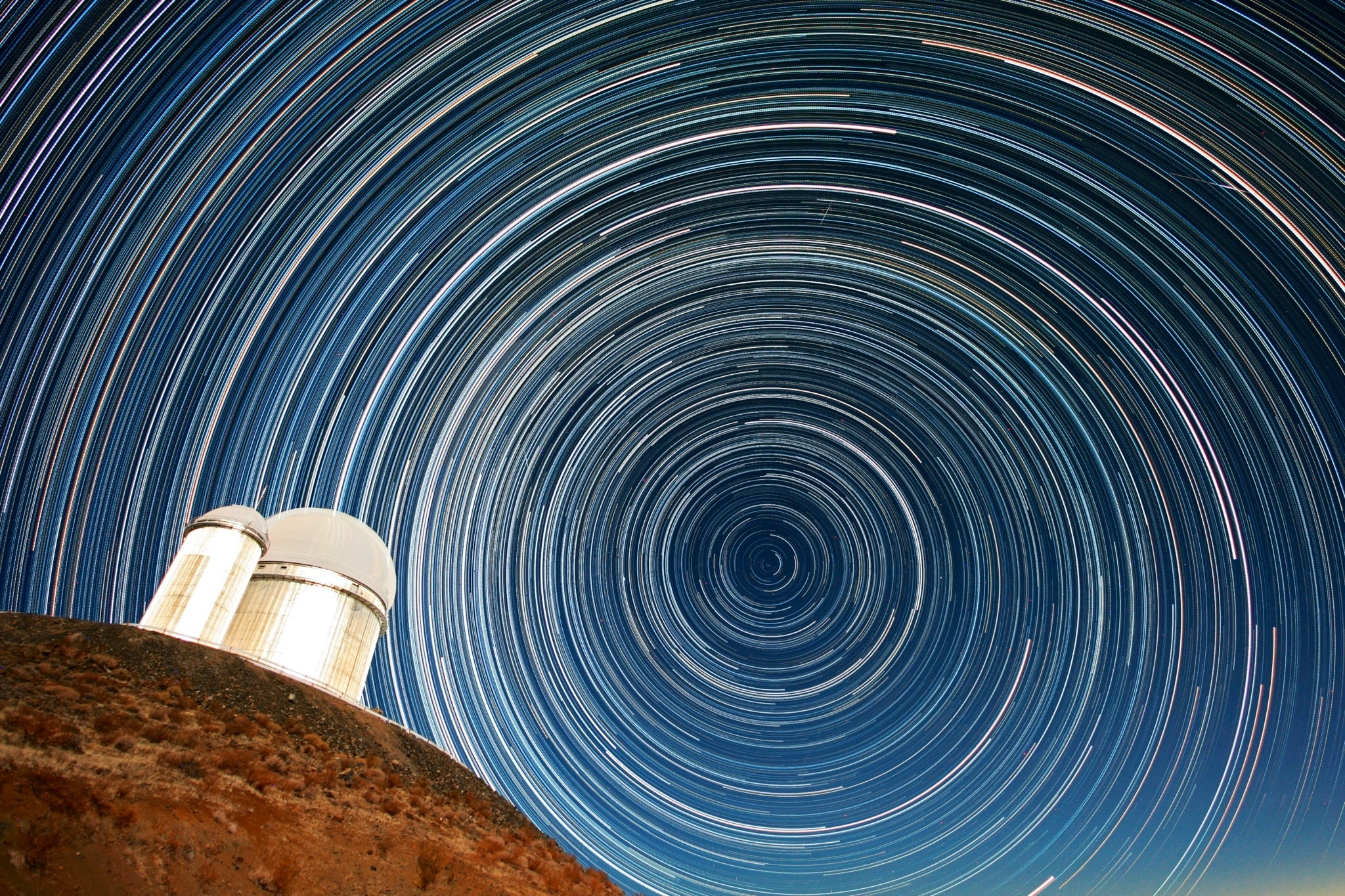
Les filés des étoiles circumpolaires capturés par une exposition de longue durée.

En astronomie, les constellations circumpolaires sont des constellations qui ne disparaissent jamais sous l’horizon du spectateur : elles restent visibles toute la nuit en toute saison. Cette propriété est considérée comme remarquable en astronomie (par exemple, ces constellations permettent de se repérer dans sa lecture du ciel quel que soit l'heure de la nuit et le mois de l'année). Elle s'oppose à celle d'être une constellation saisonnière.
À cause de la rotation de la Terre et de son orbite autour du Soleil, on divise les étoiles et les constellations en deux groupes. Certaines étoiles et constellations ne se lèvent et ne se couchent jamais : elles sont dites « circumpolaires ». Toutes les autres sont des étoiles et des constellations saisonnières. Selon la latitude où se situe l'observateur, une étoile ou une constellation sera circumpolaire ou saisonnière. Dans l’hémisphère nord, il est toujours possible d’observer les étoiles et constellations du cercle circumpolaire septentrional, tandis que dans l’hémisphère sud, il est toujours possible d’observer les étoiles et constellations du cercle circumpolaire méridional.
Il est à noter que ces propriétés sont relatives à la position en latitude de l'observateur.
Le pôle nord céleste, actuellement marqué par Polaris, a toujours un azimut égal à zéro. De plus, son altitude à une latitude notée Ø exprimée en degrés, est fixée et sa valeur en degrés, est obtenue grâce à la formule suivante : A = 90° - Ø. Toutes les étoiles avec une déclinaison inférieure à cette valeur A, ne sont pas circumpolaires. Elles sont également visibles toute l’année à cet emplacement.
Depuis le Pôle Nord, toutes les constellations pleinement visibles au nord de l’équateur céleste sont circumpolaires, il en va respectivement de même avec le Pôle Sud. Depuis l’équateur, il n’y a pas de constellations circumpolaires. Depuis des latitudes mi-septentrionales (40–50°N), les constellations circumpolaires peuvent inclure la Grande Ourse, la Petite Ourse, le Dragon, Céphée, Cassiopée, et la constellation de la Girafe, moins connue.